# Schönbrunn (Sankt Wolfgang)

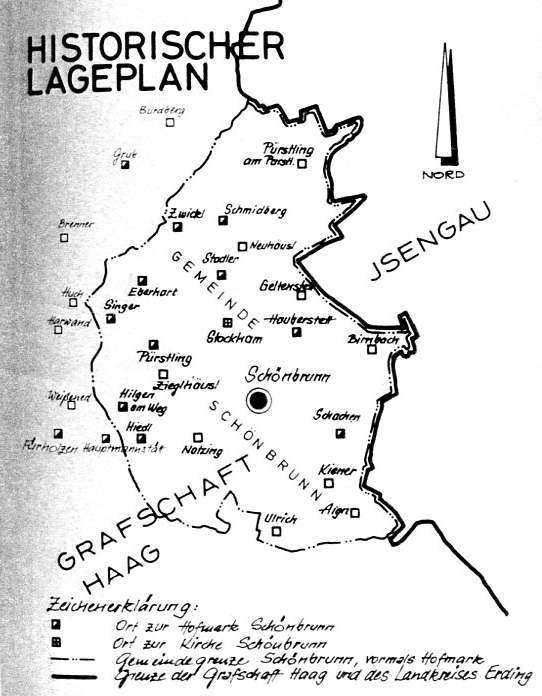
Historischer Plan

Schönbrunn ist ein Gemeindeteil von Sankt Wolfgang im oberbayerischen Landkreis Erding.

## Lage
Das Pfarrdorf liegt auf einer Anhöhe am südlichen Rand des Gattergebirges. Das Gebiet wird im Nordwesten vom Rimbach begrenzt.

## Ehemalige Gemeinde
Der Ort selbst hatte zum 31. Dezember 2011 etwa 115 Einwohner (dessen ehemaliges Gemeindegebiet 238 Einwohner). 1961 hatte Schönbrunn dagegen 74 Einwohner und das Gemeindegebiet insgesamt 222 Einwohner. Siehe auch die Entwicklung der Einwohnerzahl von St. Wolfgang.
Schönbrunn war eine eigenständige Gemeinde, die aus insgesamt 21 Siedlungen auf 471,06 Hektar bestand: dem Pfarrdorf Schönbrunn, den Weilern Notzing, Pürstling a. Parstling, Schmidberg und Stockham sowie den Einöden Aign, Birnbach, Eberhart, Geltenstett, Haubenstett, Hiedl, Hilgen am Weg, Kiener, Pürstling, Schachen, Singer, Stadler, Thalham, Ulrich, Zieglhäusl und Zwickl. Am 1. April 1971 wurde die Gemeinde Schönbrunn nach Sankt Wolfgang eingegliedert.

## Geschichte
1150 wird der Ort mit dem Ritter Berthold von Schönbrunn in einer Urkunde des Klosters Au am Inn erstmals erwähnt. 1299 stirbt der Freisinger Domdekan Heinrich von Schönbrunn. Ludwig von Schönbrunn wurde um 1440 Pfleger auf der Haagschen Burg Prunn. Die Schönbrunner bekleideten für Grafen von Haag im Spätmittelalter hohe Beamtenpositionen. Die Grafschaft Haag erteilt 1547 den Schönbrunnern das Recht im Ort eine Wirtsschenke zu errichten. Vor 1658 wird Schönbrunn Hofmarkssitz. 1660 verkauft Johann von Schönbrunn das Schlossgut und die Hofmarksrechte an den Erzbischof/Kurfürst Josef Clemens von Köln. Nach mehrmaligen Besitzerwechsel ging der Besitz um 1750 an den Bischof von Freising über, der einen Verwalter einsetzte. Danach waren die von Pauli Besitzer, die es an das Land Bayern übergaben. 1827 wurde die Hofmark aufgehoben und in eine Gemeinde, das Schlossgut in einen Bauernhof umgewandelt.

Schönbrunn von OSO

Die ehemalige Schwindkirchener Filialkirche wurde 1912 Expositur und wenig später selbstständige Pfarrei. Jedoch bildet sie heute zusammen mit Schwindkirchen und Sankt Wolfgang einen Pfarrverband. Bis in die 1960er Jahre hatte Schönbrunn eine eigene Schule. 
Im Jahr 2015 wurde die Wirtschaft geschlossen und zur Asylunterkunft umgebaut.

## Sehenswürdigkeiten

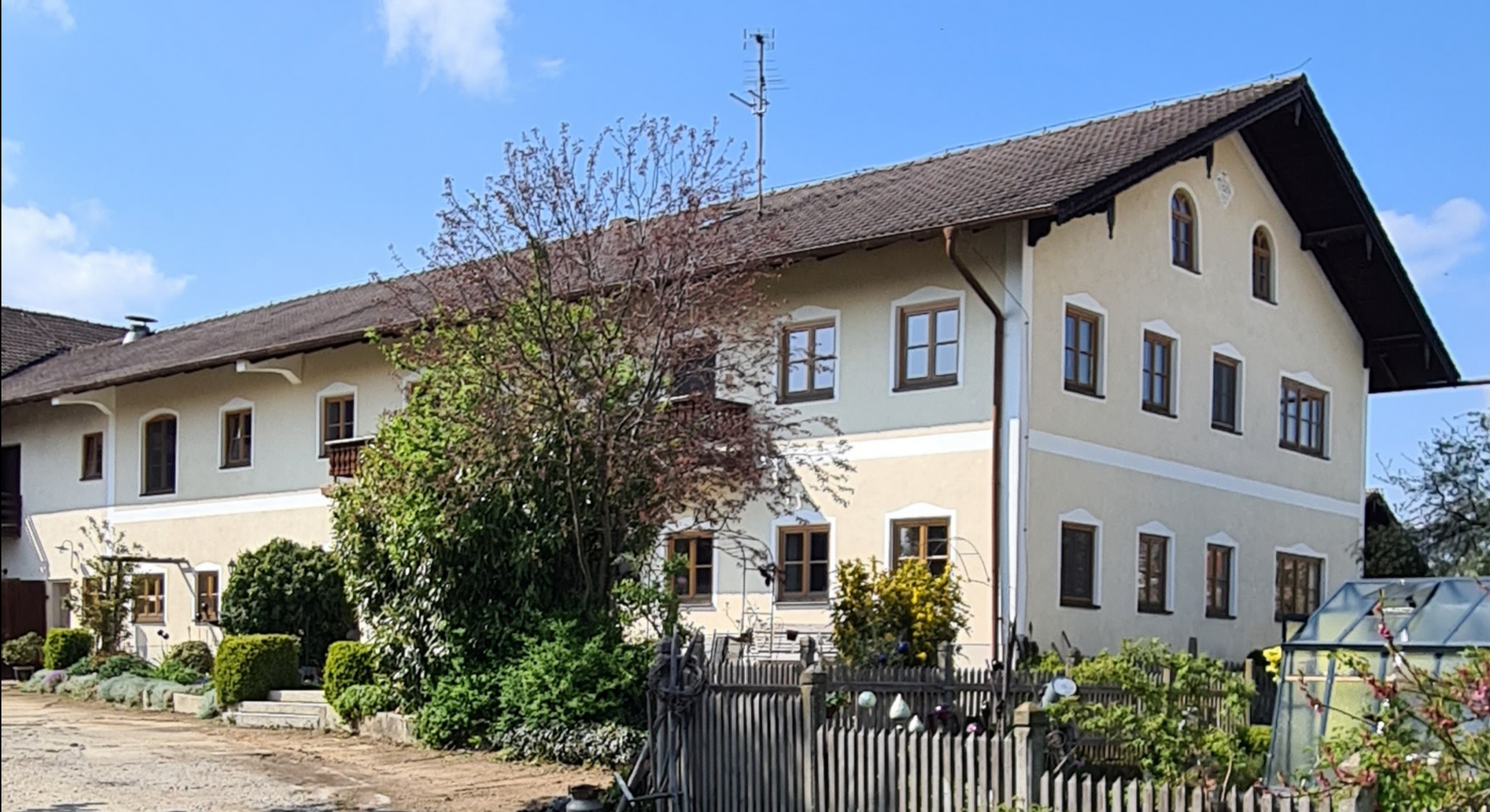
Im Schönbrunner Oberbauernhof stecken umfangreiche Teile des Schlosses

Das Innere der Pfarrkirche St. Zeno

- Die St. Zeno-Kirche ist ein spätgotischer Bau des 15. Jahrhunderts, der im 18. Jahrhundert innen barockisiert wurde. 1880 wurde ein weiteres Langhaus-Joch hinzugefügt. Das vierachsige Langhaus und der zweiachsige Chor (mit 3/8-Schluss) haben nach Abschlag der Gewölberippen Stichkappen. Der Hochaltar und der Nebenaltar sind frühe Spätbarock-Altäre von 1680. 1832 erhielt die Kirche eine von Christian Jorhan dem Älteren geschaffene Kreuzigungsgruppe. Aus der Gotik ist noch eine Grabplatte von Heinrich III von Schönbrunn († 1501) erhalten. 2023 wurde auf der Empore eine neue Orgel der Firma Eder Orgelbau aus Heufeld realisiert.[5][6]
- Der Oberbauernhof liegt 30 Meter westlich der Kirche. Im Erdgeschoss sind noch ein paar Räume vom Schlossgut-Herrenhaus erhalten geblieben, wie z. B. das Tonnengewölbe der Eingangshalle.

## Politik
Schönbrunn bildet zusammen mit Gatterberg einen Wahl- bzw. Stimmbezirk. Bei der Landtagswahl 2008 erhielten die CSU 75 %, Freie Wähler 7,5 % und die FDP 6,9 % der Zweitstimmen. Bei der Bundestagswahl 2009 konnte die CSU in diesem gemeinsamen Wahlbezirk 71,1 % der Zweitstimmen gewinnen, gefolgt von der FDP mit 9,8 %.
Der CSU-Ortsverband Gatterberg-Schönbrunn, der mit rund 5 % der Einwohner einer der prozentual stärksten Ortsverbände des Freistaats ist, unterstützt bei den Gemeinderatswahlen die parteiunabhängige "Wählergruppe Gatterberg/Freie Wählergemeinschaft Schönbrunn", um eine kommunale Interessenvertretung der beiden Ortsteile im Wolfganger Gemeinderat sicherzustellen.